# تزكي (توبقال)
تزكي هي إحدى مشيخات المملكة المغربية، تتبع جغرافيا لإقليم تارودانت وإداريًا لتوبقال. يقدر عدد سكانها بـ 4898 نسمة حسب الإحصاء الرسمي للسكان والسكنى لسنة 2004.